# Kinesiske ekspedition til Tibet (1910)
Den kinesiske ekspedition til Tibet i 1910 eller den kinesiske invasion af Tibet i 1910 var en militærkampagne fra Qing-dynastiets side for at etablere et direkte styre over Tibet i begyndelsen af 1910. Ekspeditionen besatte Lhasa den 12. februar og afsatte officielt den 13. Dalai Lama den 25. februar.
Qing-styret over Tibet blev etableret i begyndelsen af det 18. århundrede efter den kinesiske ekspedition til Tibet i 1720, men det var i det væsentlige et protektorat snarere end et direkte overherredømme. Det faktiske styre faldt også betydeligt med den gradvise svækkelse af Qing-dynastiet i det 19. århundrede.
Efter den britiske ekspedition til Tibet i 1904 og den kinesisk-britiske traktat i 1906 besluttede Qing at etablere et direkte styre over Tibet og sendte således en sådan ekspedition i 1910. Som professor Dawa Norbu sagde: "Den britiske militærekspedition og den efterfølgende konvention gjorde, at Kineserne indså, at deres magt i Tibet var forsvundet. Så i 1910 invaderede Kina Tibet, og Dalai Lama flygtede til Indien."
I slutningen af vinteren 1910 var manchu-regeringen i Beijing rasende på den trettende Dalai Lama. Hans regering afskar, efter at have oplevet opløsningen af sine domæner i Kham af Qing-administratorer og af frygt for, at ambanen (manchuregeringens repræsentant) i Lhasa ville fjerne hans tidsbegrænsede myndighed, denne kejserlige officer af den indkomst, som den tibetiske regering havde garanteret ham i en forudgående aftale med Qing-hoffet. Da en redningskolonne ankom til Lhasa fra Sichuan for at redde ambanen ud af hans isolation, flygtede Dalai Lama til Britisk Indien. 
Den direkte styre over Tibet viste sig imidlertid at blive kortvarigt: efter Xinhai-revolutionens udbrud og Xinhai Lhasa-uroen i 1911-1912 blev Qing-styret i det væsentlige afsluttet i Lhasa og andre dele af Tibet. Alle Qing-styrker forlod Tibet inden udgangen af 1912.